# 1821.
◄ | 18. stoljeće | 19. stoljeće | 20. stoljeće | ►
◄ | 1790-ih | 1800-ih | 1810-ih | 1820-ih | 1830-ih | 1840-ih | 1850-ih | ►
◄◄ | ◄ | 1818. | 1819. | 1820. | 1821. | 1822. | 1823. | 1824. | ► | ►►
Arhitektura • Astronomija • Biologija • Glazba • Kazalište • Kemija • Kiparstvo • Knjige • Književnost • Kršćanstvo • Meteorologija • Medicina • Politika • Pravo • Promet • Slikarstvo • Šport • Znanost

## Rođenja
- 9. travnja – Charles Baudelaire, francuski pjesnik i kritičar († 1867.)
- 30. travnja – Alberto Ognjan Štriga, hrvatski operni pjevač († 1897.)
- 19. svibnja – Vjekoslav Karas, hrvatski slikar († 1858.)
- 16. kolovoza – Arthur Cayley, britanski matematičar († 1895.)
- 11. studenog – Fjodor Mihajlovič Dostojevski, ruski književnik, romanopisac, novelist i publicist
- 8. prosinca – Josip Runjanin, hrvatski skladatelj († 1878.)
- 10. prosinca – Nikolaj Nekrasov, ruski pjesnik († 1878.)
- 12. prosinca – Gustave Flaubert, francuski književnik († 1880.)

## Smrti
- 5. svibnja – Napoleon I. Bonaparte, francuski vojskovođa, državnik, car i vladar (* 1769.)
- 13. srpnja – Pedro Juan Caballero, paragvajski političar (* 1786.)
- 17. srpnja – Fulgencio Yegros, paragvajski predsjednik (* 1780.)
- 21. srpnja – Ivan Rupert Gusić hrvatski (kajkavski) prevoditelj, pisac i svećenik (* 1761.)

## Vanjske poveznice
|  | Zajednički poslužitelj ima još gradiva o temi 1821. |